# A Flight and a Crash
A Flight And A Crash es el séptimo álbum de Hot Water Music. Fue grabado entre diciembre de 2000 y enero de 2001 en Salad Days Studios, Beltsville, Maryland. Es el primer álbum de la banda con el gigante del punk rock Epitaph Records. Brian McTernan es el nuevo productor y quien grabó este CD.

## Listado de canciones
1. "A Flight and a Crash" – 2:08
2. "Jack of All Trades" – 2:44
3. "Paper Thin" – 2:25
4. "Instrumental" – 1:38
5. "Swinger" – 2:41
6. "A Clear Line" – 3:15
7. "Choked and Separated" – 3:29
8. "Old Rules" – 2:50
9. "Sons and Daughters" – 3:27
10. "Sunday Suit" – 3:00
11. "She Takes it So Well" – 2:48
12. "One More Time" – 2:12
13. "In the Gray" – 3:48
14. "Call it Trashing" – 2:51
15. "So Many Days" (Solo disponible en LP)

## Créditos
- Chuck Ragan - cantante, guitarra
- Chris Wollard - cantante, guitarra
- Jason Black - bajo
- George Rebelo - batería